# Волжский трубный завод
АО «Волжский трубный завод» (АО «ВТЗ») — российское металлургическое предприятие, одно из крупнейших трубных предприятий России. Относится к трубным заводам «Большой восьмёрки». Специализируется на производстве труб. Входит в состав Трубной металлургической компании.

## История
25 августа 1965 года Верховный Совет СССР издал распоряжение № 141-р «О строительстве комплекса трубоэлектросварочного цеха для выпуска газопроводных труб диаметром 530—1420 мм в г. Волжском». Тогда же началось строительство завода. 29 октября 1969 года с помощью специалистов из Чехословакии была изготовлена первая труба большого диаметра — 1020 мм. 27 февраля 1970 года государственная комиссия приняла в эксплуатацию первую очередь комплекса трубоэлектросварочного цеха (ТЭСЦ). Этот день принято считать днём рождения завода.
В 1973 году была изготовлена первая труба на стане «2520» и сдан в эксплуатацию термоотдел трубоэлектросварочного цеха.
В 1974 году сварным спиральношовным трубам диаметром 530—1420 мм присвоен Государственный знак качества.
В 1975 году в ТЭСЦ введён в эксплуатацию первый в СССР участок нанесения наружного антикоррозионного эпоксидного покрытия на трубы диаметром 530—1420 мм.
В августе 1980 года введён в эксплуатацию трубопрокатный цех № 1 (ТПЦ-1), предназначенный для выпуска горячекатаных труб для машиностроения.
27 сентября 1984 года Совет Министров СССР принял решение о строительстве на Волжском трубном заводе электрометаллургического комплекса (ЭМК) с целью замещения импорта труб нефтяного сортамента для нефтедобывающей отрасли. Строительство ЭМК, его оснащение и ввод в эксплуатацию осуществлялись по контракту с итальянской фирмой «Италсовмонт». В состав ЭМК входят два основных цеха: электросталеплавильный и трубопрокатный цех № 3, ряд вспомогательных цехов.
17 октября 1984 года выпущена 10-миллионная тонна труб.
В 1987 году введен в эксплуатацию трубопрессовый цех № 2 (ТПЦ-2), на котором производятся бесшовные трубы из углеродистых и коррозионностойких сталей.
В 1989 году открыт электросталеплавильный цех (ЭСПЦ), ставший крупнейшим в СССР специализированным комплексом и позволяющий выплавлять стали любых марок.
В 1990 году был введен в эксплуатацию трубопрокатный цех № 3 (ТПЦ-3) по производству бесшовных труб для нефтегазовой промышленности.
8 февраля 1993 года ВТЗ получил сертификат Американского нефтяного института (API) на производство и реализацию труб по стандартам API 5L, API 5CT, став первым среди трубных заводов СНГ. В августе 1994 года завод получил сертификат Германского сертификационного центра TUV на право производства и реализации труб по стандартам DIN.
В мае 1999 года на ВТЗ введён в эксплуатацию первый участок нанесения на трубы наружных защитных антикоррозийных покрытий (УПТ). Второй участок открыт в 2003 году. В последующем были освоены технологии нанесения одно- и двухслойного эпоксидного, трехслойного полиэтиленового, двух- и трехслойного полипропиленового покрытий на трубы диаметром 102—1420 мм.
В 2002 году вошёл в состав Трубной металлургической компании.
23 февраля 2024 года вместе с другими компаниями группы «ТМК», АО «ВТЗ» включён в блокирующий санкционный список США направленный «против металлургического и горнодобывающего сектора России».

## Продукция завода
ВТЗ производит бесшовные трубы для нефтегазовой, химической, нефтехимической, автомобильной отраслей, для машиностроения, теплоэнергетики, электросварные спиральношовные и прямошовные трубы большого диаметра для строительства магистральных газопроводов и нефтепроводов.
Трубы производятся в соответствии с международными стандартами API, DIN EN, ASTM, российскими стандартами и техническими условиями.
Сталеплавильный комплекс ВТЗ полностью обеспечивает потребности предприятия в стальной трубной заготовке.
Продукция предприятия поставляется как российским, так и зарубежным потребителям.
Системы менеджмента качества и экологического менеджмента ВТЗ сертифицированы на соответствие международных стандартов ISO 9001 и ISO 14001.

## Финансовые показатели
За шесть месяцев 2009 года падение реализации готовой продукции составило 38 %.
| Год  | Объём реализации, млн рублей | Объём реализации, % к предыдущему году | Чистая прибыль (убыток), млн рублей | Чистая прибыль (убыток), % к предыдущему году | Источник |
| ---- | ---------------------------- | -------------------------------------- | ----------------------------------- | --------------------------------------------- | -------- |
| 2007 | 36 334,94                    |                                        | 4 514,34                            |                                               | [ 13 ]   |
| 2008 | ▼ 33 856,13                  | −6,8                                   | ▼3 134,43                           | −30,57                                        | [ 13 ]   |
| 2009 |                              |                                        | ▼938,70                             |                                               | [ 14 ]   |
| 2010 |                              |                                        | ▲4 404,14                           |                                               | [ 14 ]   |
| 2018 | 72 000,00                    |                                        | 4 500,00                            |                                               | [ 15 ]   |
| 2019 | 89 000,00                    |                                        | 4 100,00                            |                                               | [ 15 ]   |

## Директора завода
- с 2013 по наст. время — С. Г. Четвериков[16]
- с 2013 по 2013 — А. Г. Ляльков (исполняющий обязанности)[16]
- с 2005 по 2013 — Е. Е. Благова
- с 2002 по 2005 — А. Г. Ляльков
- с 2000 по 2003 — А. Г. Бровко
- с 1996 по 2000 — В. В. Садыков
- с 1981 по 1995 — В. Г. Зимовец

...
- с 1973 по 1976 — Н. А. Богатов
- с 1966 по 1973 — В. И. Ласенко

## Галерея

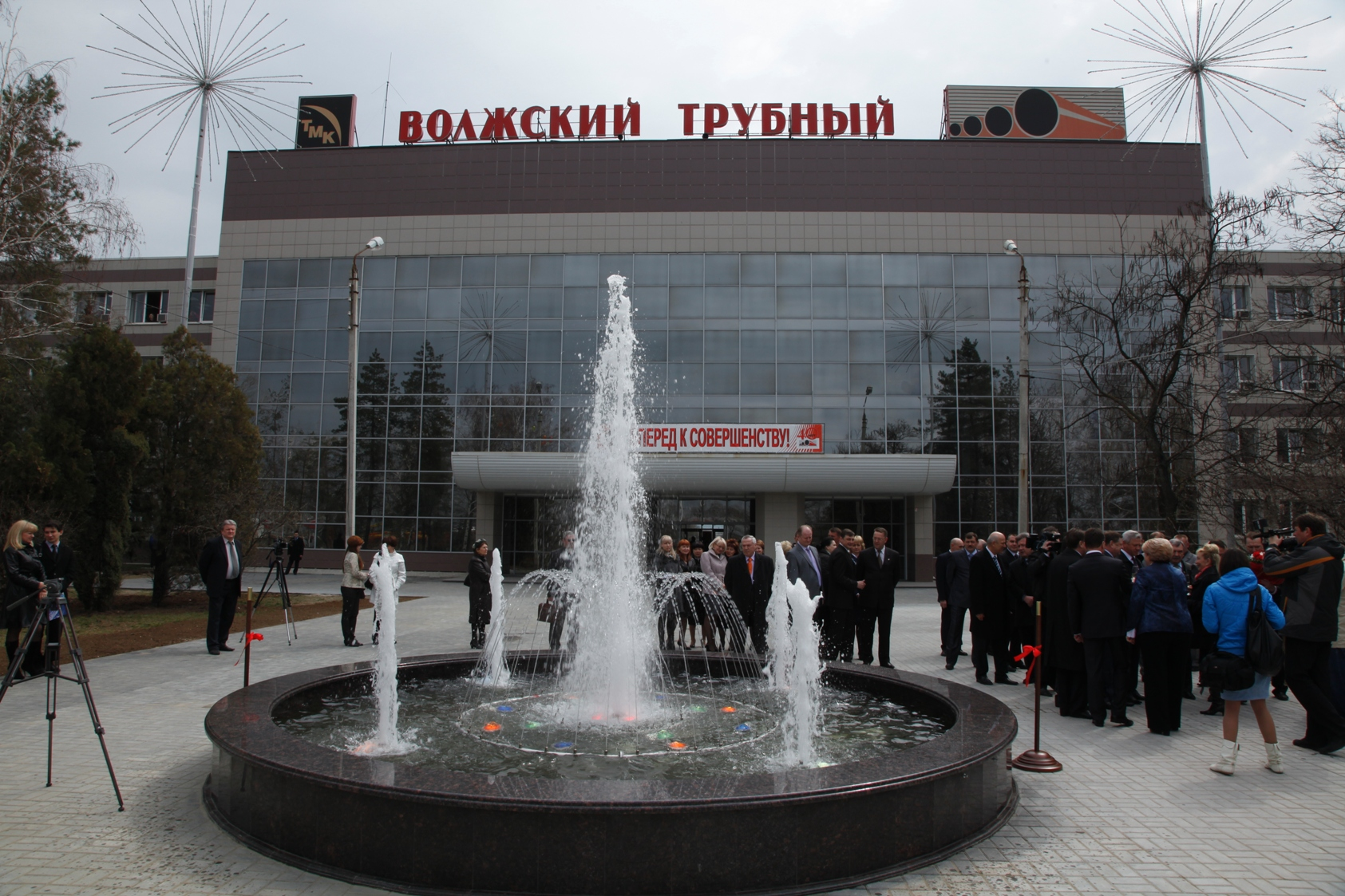
Проходная завода
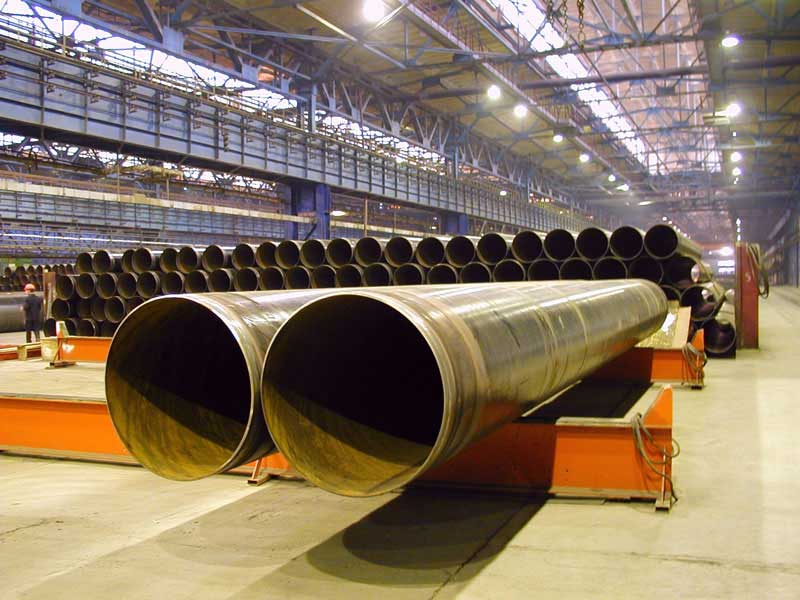
Готовая продукция